# Chalco
Chalco é um município do estado do México, no México. A sua cabecera municipal e sede do governo é Chalco de Covarruvias.